# 布雷根茨森林

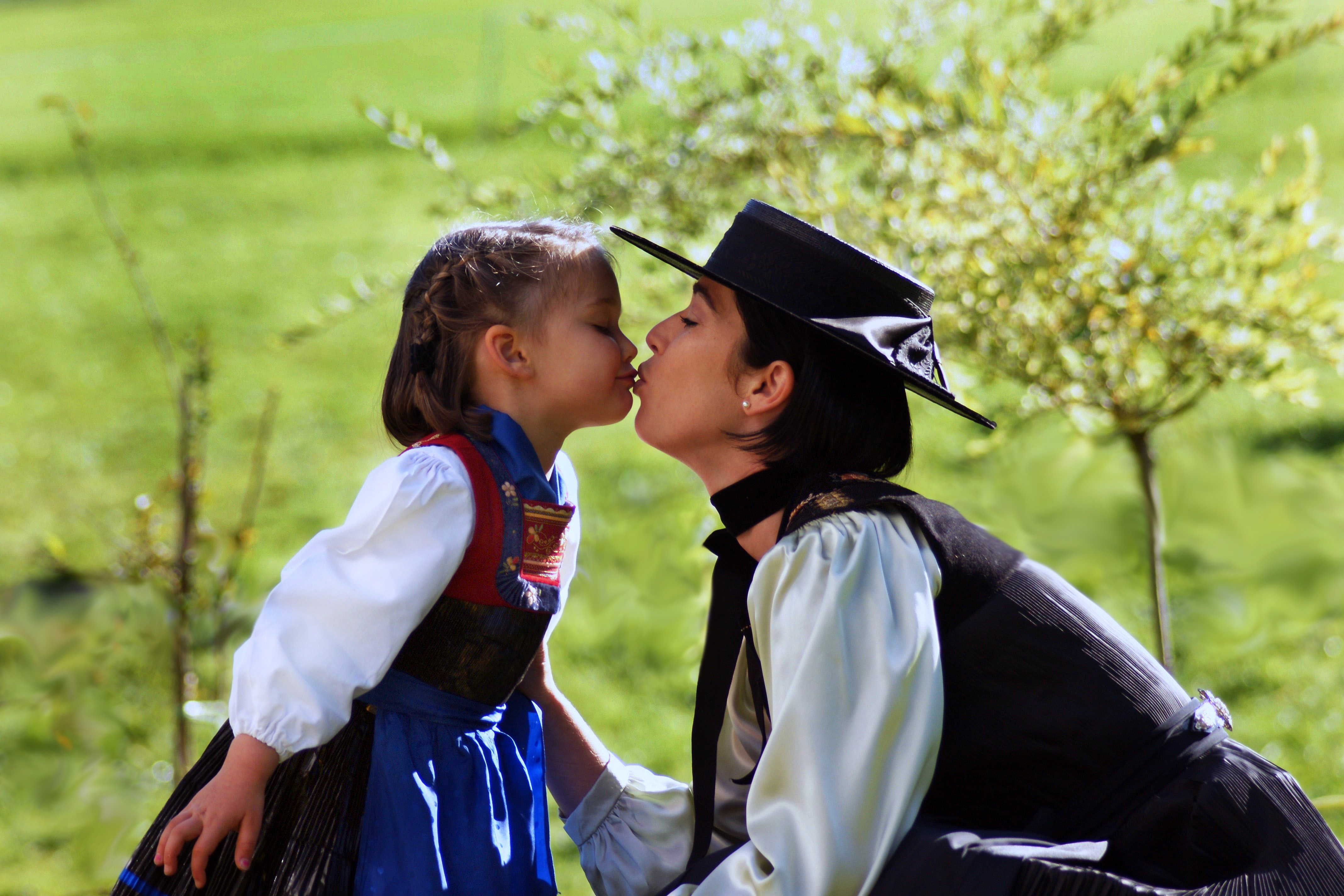
奥地利穿布雷根茨林山传统服装的母女

布雷根茨林山（德語：Bregenzerwald）是奥地利福拉尔贝格州的主要地区之一。从地质学看，布雷根茨林山是北石灰岩山脉的一个山脉，尤其是北面的复理层区。它是布雷根茨河流域。
布雷根茨林山的居民成两个区域，前林山（Vorderwald）和后林山（Hinterwald）。前林山为小山和丘陵，靠近尽莱茵山谷。后林山的山相对高一些，海拔达到2,000米。这两个地区都有自己独特的方言。
布雷根茨林山主要村庄包括Bezau（地区首府）、Alberschwende 和Egg。 
大部分人的工作为旅游业和农业，由于附近莱茵山谷有各种工业机会，导致农业人口急剧减少。
布雷根茨林山是一个滑雪胜地，其他景点包括“布雷根茨林山奶酪之路”和施瓦岑贝格古典音乐节。布雷根茨林山以没有被污染的自然风光、古老的传统和热情好客著称。